# Leena Eklöf
Leena Tellervo Eklöf, född 4 maj 1939 i Metsäpirtti, död 7 november 2016 i Uppsala, var en finländsk-svensk länsbibliotekarie och kulturchef.
Eklöf, som var dotter till lantbrukare Heikki Perilä och Anna Maria Tiainen, avlade filosofisk ämbetsexamen 1963 och utexaminerades från Skolöverstyrelsens biblioteksskola 1966. Hon tjänstgjorde på Uppsala universitetsbibliotek 1963–1964, på Eskilstuna stadsbibliotek 1965 och 1966–1972 samt var bibliotekschef/kulturchef i Strängnäs kommun 1972–1977 och i Gotlands kommun/län från 1979.
Eklöf var sedan 1963 gift med författaren, filosofie doktor Mats Eklöf (1939–2020).